# سي سميث
سي سميث (بالإنجليزية: Sy Smith)‏ هي مغنية مؤلفة ومنتجة أسطوانات وملحنة وممثلة أمريكية، ولدت في 18 فبراير 1978.

## أعمال

### مسلسلات
- كيف قابلت أمكما

## وصلات خارجية
- الموقع الرسمي
- سي سميث على موقع IMDb (الإنجليزية)
- سي سميث على موقع ميوزك برينز (الإنجليزية)
- سي سميث على موقع ديسكوغز (الإنجليزية)
- سي سميث على موقع قاعدة بيانات الفيلم (الإنجليزية)